# AEG-Hauptverwaltung
Die AEG-Hauptverwaltung ist eine ehemalige Konzernzentrale der AEG, welche von 1905 bis 1907 in Berlin-Mitte erbaut und 1940/1945 zerstört wurde.

## Geschichte

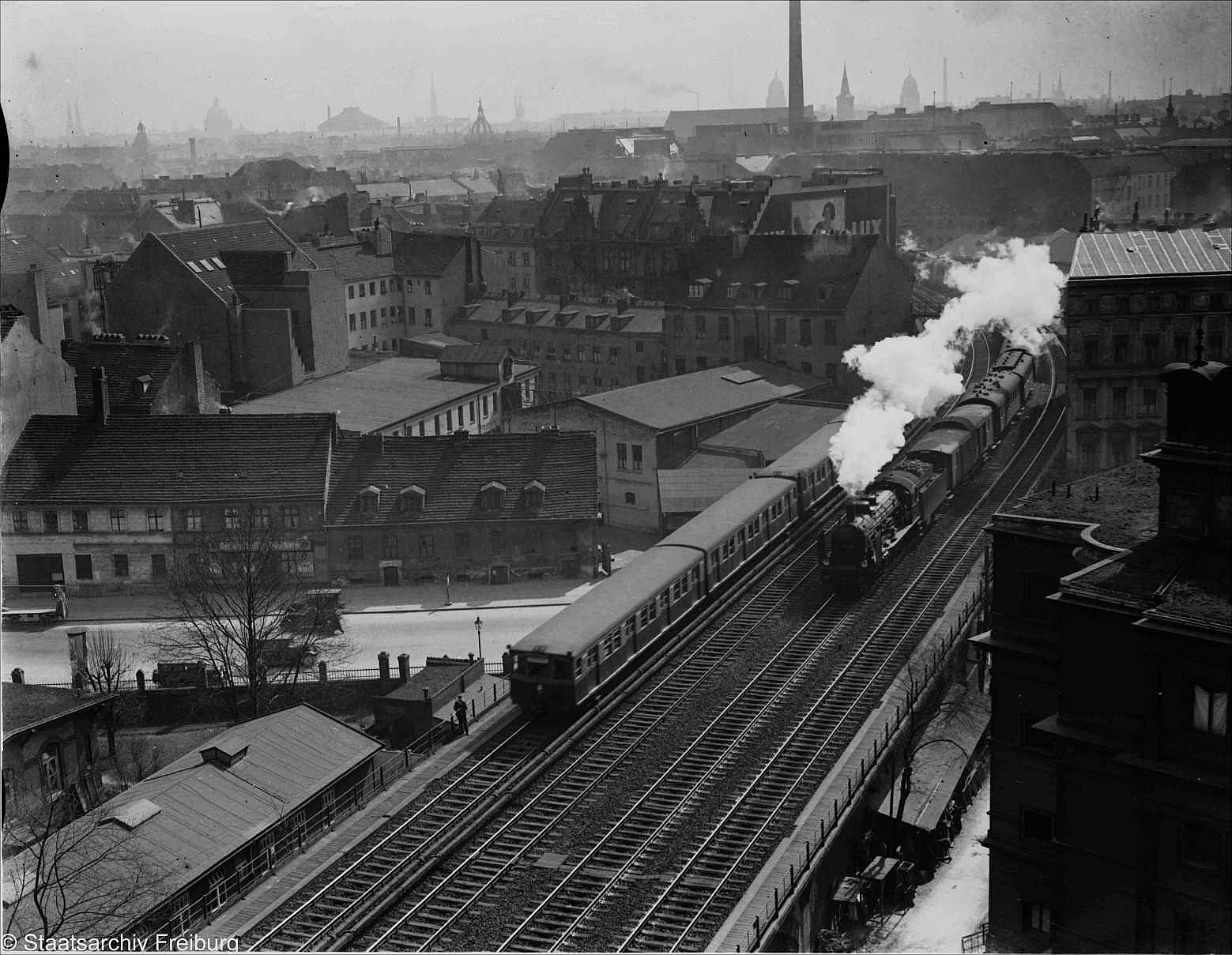
Blick von der AEG-Hauptverwaltung über die Berliner Stadtbahn auf die Berliner Innenstadt, 1931

Das Gebäude AEG-Hauptverwaltung wurde von 1905 bis 1907 unter dem Auftrag der AEG durch den Architekten Alfred Messel erbaut, der auch das Gebäudeensemble des Kaufhauses Wertheim am Leipziger Platz entwarf. Es befand sich an der Spree zwischen dem Kapelle-Ufer und der Viaduktstrecke der Berliner Stadtbahn.
Zwischen 1940 und 1945 wurde das Gebäude durch Kampfhandlungen zerstört.